# Schwarzflügel-Gelbfledermaus
Die Schwarzflügel-Gelbfledermaus (Rhogeessa tumida) ist eine mittelamerikanische Fledermausart aus der Familie der Glattnasen (Vespertilionidae).

## Beschreibung
Die Schwarzflügel-Gelbfledermaus wird zwischen 63 und 79 Millimeter lang. Das Rückenfell besteht aus zweifach gebänderten Haaren. Diese sind schwarz mit einem rosa bis zimtfarbenen Farbeinschlag. Die Haarbasen sind gräulich bis gelblich gefärbt. Das Bauchfell ist braun bis ockerfarben. Das spärliche Fell auf der Rückseite der relativ dicken Flughaut erstreckt sich bis zu den Füßen. Die Vorderseite der Flughaut ist unbehaart. Die Ohren sind relativ klein und an den Spitzen abgerundet. Die Männchen besitzen auffällige Drüsen an der Rückseite der Ohren, die einen kräftigen Duft verströmen. Der Calcar ist deutlich zu erkennen. Die Chromosomenzahl von Rhogeessa tumida beträgt 2n = 34.

## Verbreitung und Lebensraum

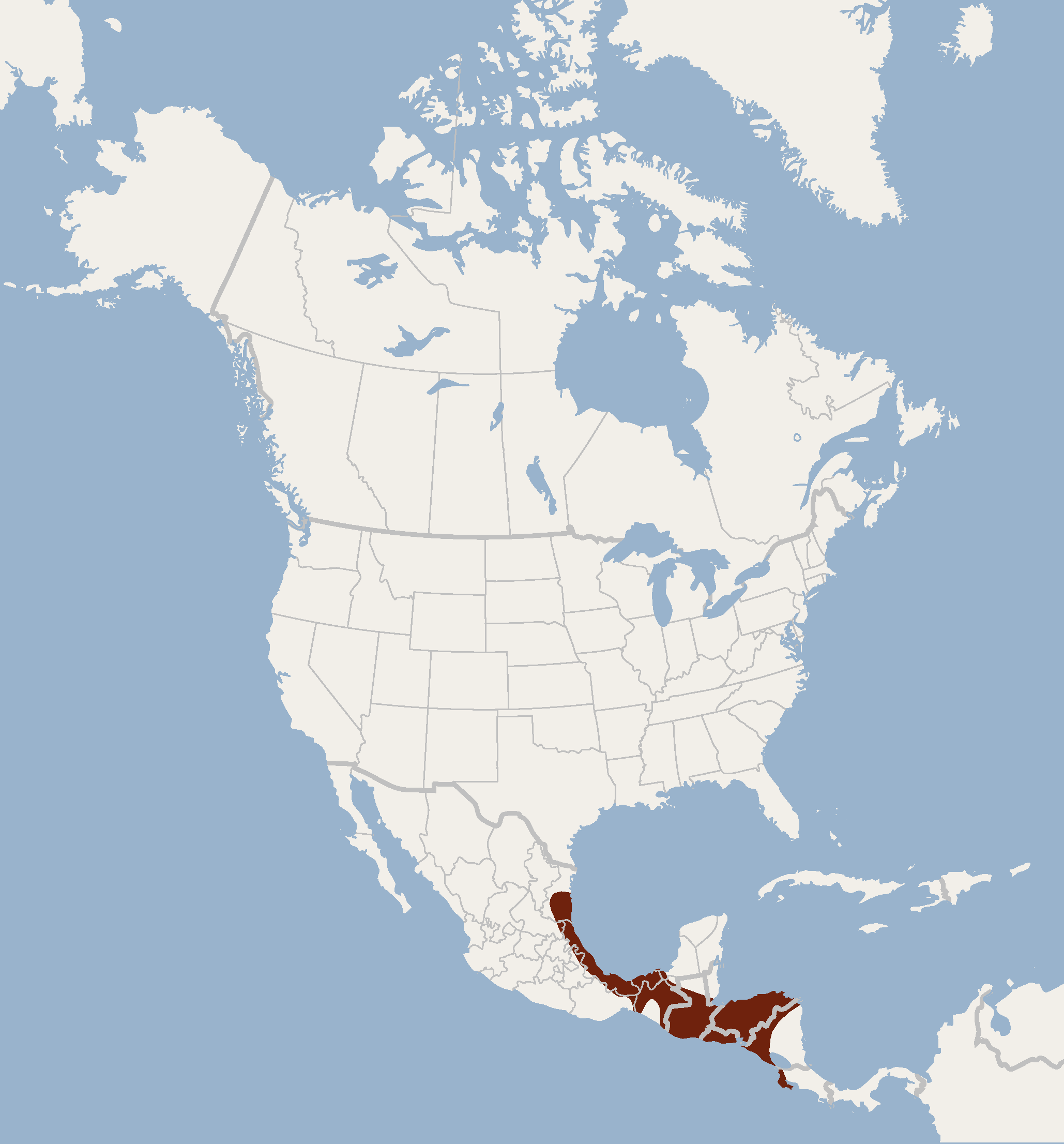
Verbreitungsgebiet von Rhogeessa tumida

Das mittelamerikanische Verbreitungsgebiet der Schwarzflügel-Gelbfledermaus erstreckt sich in Mexiko von der Atlantikküste Tamaulipas bis zur Pazifikküste Chiapas. Nach Süden reicht das Verbreitungsgebiet bis in den Nordwesten Costa Ricas und den Norden Nicaraguas. Man findet die Art bis in Höhenlagen von bis zu 1.500 Metern. Die Tiere bewohnen so gut wie jede Vegetationsart des tropischen Mittelamerikas.

## Lebensweise
Die Spermaproduktion ist beim Männchen im Herbst und im frühen Winter am höchsten. Die Weibchen scheinen meist zwei Junge zu bekommen. Als Fressfeind ist die Große Spießblattnase (Vampyrum spectrum) aus dem nördlichen Guatemala bekannt.

## Krankheiten und Schädlinge
Als Ektoparasiten wurden bisher die Fledermausfliege Basilia anomala und die Milbe Acanthophthirius longus festgestellt. Es liegen Berichte aus Mexiko vor, nach denen Rhogeessa tumida das Rabiesvirus, den Erreger der Tollwut, auf den Menschen überträgt.

## Weblink
- Rhogeessa tumida in der Roten Liste gefährdeter Arten der IUCN 2013.2. Eingestellt von: Miller, B., Reid, F., Arroyo-Cabrales, J., Cuarón, A.D. & de Grammont, P.C., 2008. Abgerufen am 28. Dezember 2013.